# Юра (приток Сеймы)

Юра — река в России, протекает в Володарском районе Нижегородской области. Устье реки находится в 15 км по левому берегу реки Сейма. Длина реки составляет 11 км.
Исток реки в обширных болотах северо-западнее озера Пырское и в 15 км к северо-востоку от Володарска. Течёт на юго-запад по ненаселённому заболоченному лесу параллельно Сейме на расстоянии около километра от неё. Притоки — Вьюновка, Глушница (левые). Впадает в Сейму восточнее посёлка Смолино.

## Данные водного реестра
По данным государственного водного реестра России относится к Окскому бассейновому округу, водохозяйственный участок реки — Ока от города Горбатов до водомерного поста Новинки (устье), речной подбассейн реки — бассейны притоков Оки от Мокши до впадения в Волгу. Речной бассейн реки — Ока.
По данным геоинформационной системы водохозяйственного районирования территории РФ, подготовленной Федеральным агентством водных ресурсов:
- Код водного объекта в государственном водном реестре — 09010301312110000034032
- Код по гидрологической изученности (ГИ) — 110003403
- Код бассейна — 09.01.03.013
- Номер тома по ГИ — 10
- Выпуск по ГИ — 0